# Lovec prestreznik
Lovec prestreznik (tudi lovski prestreznik, lovsko-prestrezniško letalo) je vrsta vojaškega letala, katerega glavni namen je bojevanje z nasprotnikovimi vojaškimi letali.
Glavne odlike lovcev prestreznikov morajo biti:
- hitrost,
- dobre manevrske sposobnosti,
- dobra oborožitev.